# Opsion nigra
Opsion nigra är en tvåvingeart som först beskrevs av Johann Wilhelm Meigen 1804.  Opsion nigra ingår i släktet Opsion och familjen svampmyggor. Inga underarter finns listade i Catalogue of Life.